# Juncal

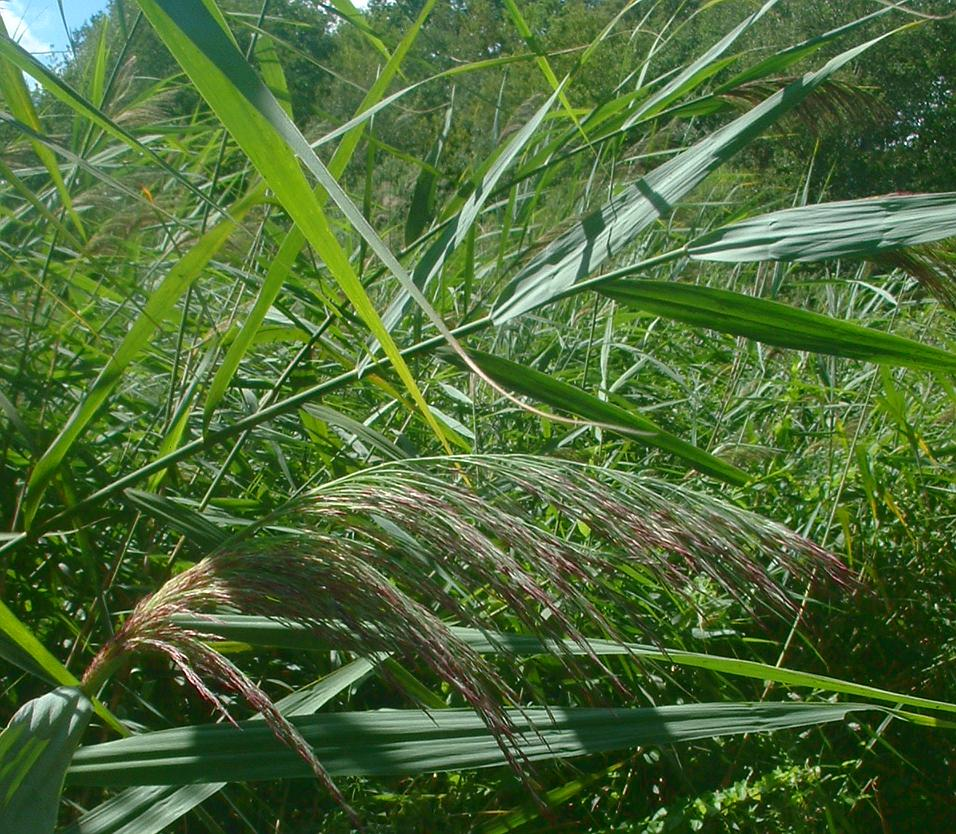
Vista de un carrizal en verano.

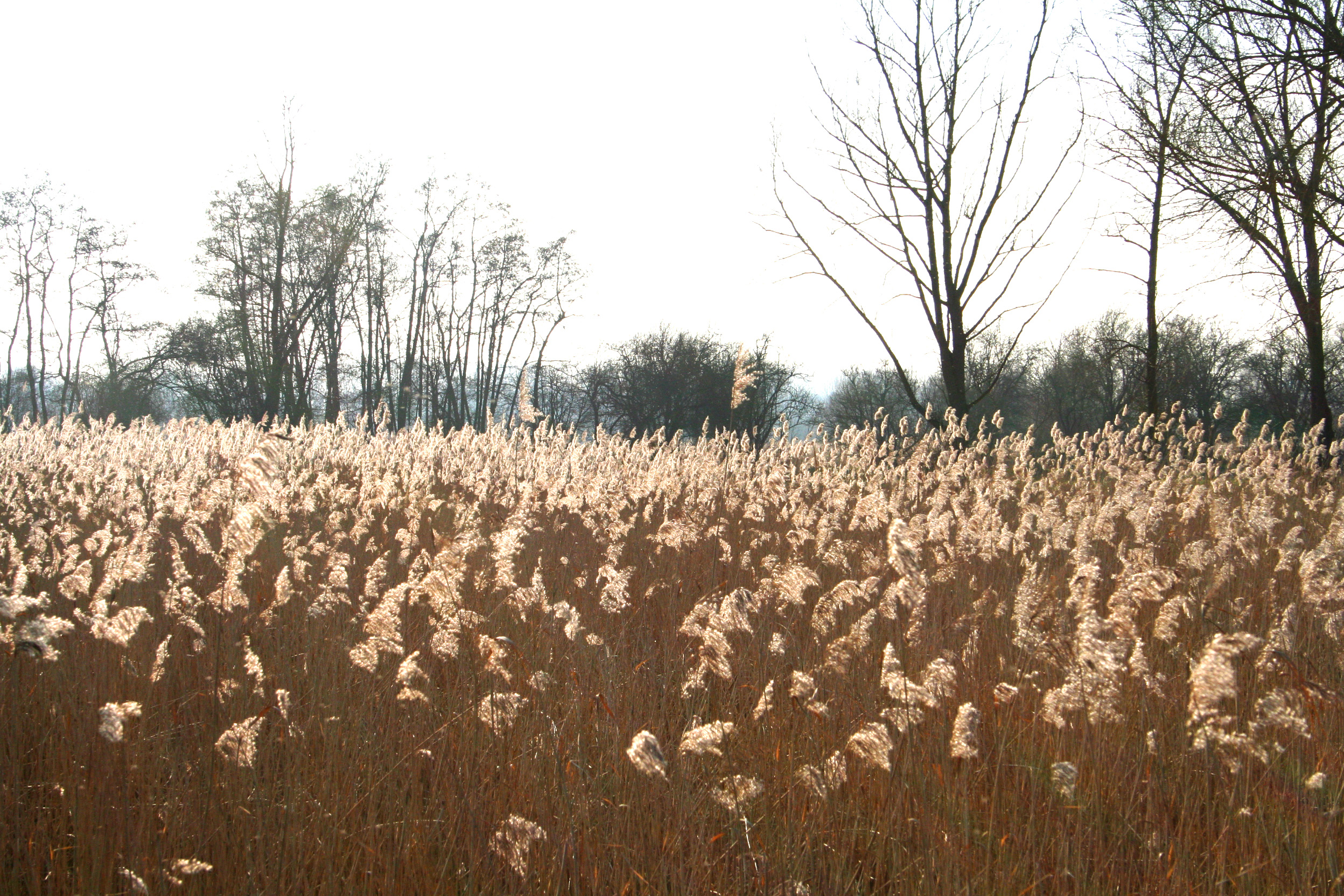
Vista de un carrizal en invierno.

El juncal (también llamado carrizal, cañaveral, aguazal, estero, marisma o pantano) es un hábitat natural que se presenta en las planicies inundables, depresiones que alojan agua y estuarios. Los esteros se desarrollan cuando una serie variada de cañas, juncos y plantas acuáticas colonizan zonas acuáticas abiertas poco profundas o terrenos húmedos. En la medida que el pantano envejece, los mismos desarrollan una capa de residuos que eventualmente se eleva por sobre el nivel de agua, y finalmente provee oportunidades para la invasión de arbustos de tierra firme. Los esteros artificiales son utilizados como un método para purificar aguas grises. Se distingue del lago, por ser este una masa de agua natural o artificial, cuya profundidad es suficiente para permitir la distinción entre una zona litoral invadida por la vegetación y una zona profunda o pelágica desprovista de ella. Esta profundidad del lago es suficiente como para producir un gradiente vertical de temperatura que produce distintas características ecológicas según la profundidad.

## Tipos de juncal
Los juncales varían según sean las especies que los conforman, las freatofitas y mesofitas habitan zonas con agua estancada o corriente y zonas áridas a lo largo de los cauces de los ríos, lagunas endorreicas, criptohumedales, valles de inundación, sobre las zonas donde el nivel freático está a muy poca profundidad respecto de la superficie del suelo.
Según el Convenio de Ramsar constituyen aguazales o zonas húmedas:

… “las zonas de marisma, pantano, turbera o aguas rasas, naturales o artificiales, permanentes o temporales, de aguas remansadas o corrientes, dulces, salobres o salinas, con inclusión de aguas marinas cuya profundidad en marea baja no exceda de los seis metros”…

Las plantas que se desarrollan en los aguazales, por lo general, poseen raíces profundas que llegan a alcanzar habitualmente la capa de agua. La mayor parte de las plantas de las regiones de elevada humedad pueden profundizar con sus raíces hasta la parte superior de la capa acuática, recibiendo el calificativo de mesofitas o hidrofitos. En caso de que la capa sea más profunda y necesite de largas raíces que profundicen el terreno hasta alcanzar la capa permanente freática, se denominan freatofitas. A nivel ecológico forman hábitats naturales ricos en fauna y flora denominados esteros, juncales, cañaverales… presentes en las planicies inundables, depresiones que alojan agua y estuarios. También se denominan así las extensiones artificiales de freatófilos creadas por el hombre para purificar aguas grises.
Dependiendo de los niveles del agua en el sistema del humedal, clima, variaciones estacionales y el contenido de nutrientes y salinidad del agua. Aquellos que durante el verano normalmente poseen 20 cm o más de agua son llamados pantanos. Estos por lo general son habitados por una gran variedad de invertebrados y aves.
Se denomina estanque a las masas de agua poco profundas y que no presentan estratificación térmica estable. Su profundidad máxima apenas sobrepasa los 3 m y su superficie es casi siempre inferior a 10 hectáreas, aunque hay notables excepciones. Los creados por el hombre suelen ser de dos tipos, embalses artificiales para el riego o abrevar ganado y canteras en el agua, que quedan generalmente tras la extracción de áridos.
En geografía, se denomina marisma al ecosistema húmedo con plantas herbáceas que crecen en el agua. En España se denomina marismas a comunidades tanto costeras como de ríos, siendo famosas las marismas del Guadalquivir.
Una ciénaga está dominada por árboles en vez de herbáceas.